# Manoir du Verger
Pour les articles homonymes, voir Manoir du Verger (Caulnes), Manoir du Verger (Le Mesnil-Durand) et Manoir du Verger (Gestel).
Le manoir du Verger est une demeure à pans de bois du XVIe siècle qui se dresse sur le territoire de l'ancienne commune française de Fervaques, dans le département du Calvados, en région Normandie. L'édifice est partiellement inscrit au titre des monuments historiques.

## Localisation
Le manoir est situé à Fervaques au sein de la commune nouvelle de Livarot-Pays-d'Auge, dans le département français du Calvados.

## Historique
Le manoir à pans de bois date de la 2e moitié du XVIe siècle.
Il subsisteraient des parties de la fin du XVe siècle.

## Protection
Le manoir ; le bâtiment de la boulangerie ; les façades et toitures de la remise et du pressoir à pans de bois sont inscrits au titre des monuments historiques par arrêté du 1er décembre 1980.